# Friedrich Plenisner
Friedrich Plenisner (russisch Фридрих (Федор) Христианович Плениснер, Friedrich Christianowitsch Plenisner; * Oktober 1711 in Riga; † 1778 in Sankt Petersburg) war ein deutsch-baltischer zaristischer Offizier und Entdeckungsreisender im Nordosten Sibiriens. Er war Teilnehmer und Organisator mehrerer Forschungsexpeditionen.

## Leben
Der aus Kurland stammende Plenisner schlug die militärische Laufbahn ein und diente von 1730 bis 1735 als Korporal im Reitregiment der Leibgarde (Конный лейб-гвардии полк) in Sankt Petersburg. Anschließend wurde er nach Sibirien verbannt und war 1737 Kommandeur der Artillerie des einzigen russischen Pazifikhafens in Ochotsk. 1741 nahm er als Kartograf und Zeichner an Vitus Berings Zweiter Kamtschatkaexpedition teil. Mit der St. Peter, dem Flaggschiff der Expedition, erreichte er Ende Juli 1741 Alaska. Auf der Rückreise geriet das Schiff in schwere Stürme und lief vor der Beringinsel auf ein Riff. Die von Skorbut schwer heimgesuchte Mannschaft musste hier überwintern. Es kam zu zahlreichen Todesfällen, Bering starb bereits im Dezember. Erst im folgenden Sommer konnten die Überlebenden mit einem aus den Resten der St. Peter gezimmerten Boot nach Kamtschatka übersetzen. Auf der Expedition hatte Plenisner Skizzen der Küsten von Ochotsk bis Petropawlowsk und vom Golf von Alaska angefertigt. Außerdem hatte er zahlreiche Meerestiere gezeichnet. Man nimmt an, dass die einzigen Originalskizzen von Stellers Seekuh von ihm stammen. 1742 wurde Plenisner begnadigt und reiste nach Moskau.
Von 1745 bis 1759 war Plenisner Offizier eines jakutischen Infanterieregiments, 1761 Kommandant von Anadyrski Ostrog in Tschukotka. Ihm wurde die Aufgabe zuteil, die Tschuktschen in das Russische Kaiserreich einzubürgern, ihre Fehden mit den Korjaken zu beenden und weitere geographische Entdeckungen rund um Tschukotka voranzutreiben. Zur Seite gestellt wurde ihm mit Nikolai Daurkin, ein gebürtiger Tschuktsche, der in Jakutsk eine gute Ausbildung erhaltenen hatte und als Dolmetscher und Vermittler zwischen den Kulturen fungierte. 1763 unternahm Plenisner selbst eine Expedition entlang des Flusses Anadyr bis zu dessen Mündung. Er war auch an der Organisation von Iwan Sindts (gest. 1779) Expedition zur Kartierung der Küstenlinien Nordostasiens und Nordwestamerikas beteiligt. 1768–1770, als Plenisner bereits dem Okrug von Kamtschatka vorstand, sandte er Daurkin mit den Landvermessern I. Leontjew, I. Lyssow und A. Puschkarjow zu den Bäreninseln. Es gelang Plenisner, umfangreiche Informationen aus zuverlässiger Quelle über die Inseln der Beringstraße und über Alaska zu sammeln.
1772 fiel Plenisner in Ungnade. Man beschuldigte ihn der Untreue und warf ihm Versäumnisse bei der Vorbeugung gegenüber den Pocken vor, die 1768 auf Kamtschatka grassiert hatten. 1778 starb er verarmt in Sankt Petersburg.
Die Plenisner Hills im Valdez-Cordova Census Area von Alaska erinnern an ihn als Forschungsreisenden.